# Baillou
Baillou est une commune française rurale située dans le département de Loir-et-Cher, en région Centre-Val de Loire.
Située dans la frange nord-ouest du département de Loir-et-Cher et limitrophe de la Sarthe, la commune est bordée sur le flanc ouest de son territoire par la vallée de la Braye, qui coule du nord vers le sud. Elle fait partie de ce fait de deux unités de paysage : « la vallée de la Braye » et le « Perche Gouët », au sein de l'ensemble de paysage du Perche, caractérisé par une forme mouvementée de relief.
L'occupation des sols est marquée par l'importance des espaces agricoles et naturels qui occupent la totalité du territoire communal. Aucun espace naturel présentant un intérêt patrimonial n'est toutefois recensé sur la commune dans l'inventaire national du patrimoine naturel. En 2010, l'orientation technico-économique de l'agriculture sur la commune est la polyculture et le polyélevage. À l'instar du départemental qui a vu disparaître le quart de ses exploitations en dix ans, le nombre d'exploitations agricoles a fortement diminué, passant de 22 en 1988 à 9 en 2010. Le territoire de Baillou est intégré aux aires de productions de divers produits bénéficiant d'une indication géographique protégée (IGP), dont le Bœuf du Maine, le porc de la Sarthe et de vins du Val de Loire.
Avec 226 habitants, la commune est faiblement peuplée et fait partie des 60 communes de Loir-et-Cher de moins de 250 habitants.
Le patrimoine architectural de la commune comprend un bâtiment porté à l'inventaire des monuments historiques : l'église Saint-Jean-Baptiste de Baillou, inscrite en 1948.
La commune est traversée par le Sentier de grande randonnée de pays Perche Vendômois Vallée du Loir.

## Géographie

### Localisation et communes limitrophes
La commune de Baillou se trouve au nord du département de Loir-et-Cher, dans la région naturelle du Perche,. À vol d'oiseau, elle se situe à 55,6 km  de Blois, préfecture du département, à 25,6 km de Vendôme, sous-préfecture, et à 10,3 km de Savigny-sur-Braye, chef-lieu du canton du Perche dont dépend la commune depuis 2015. La commune fait en outre partie du bassin de vie de Mondoubleau.
Les communes les plus proches sont : Rahay (1 km) (Sarthe), Cormenon (3,8 km) , Valennes (3,9 km) (72), Mondoubleau (4,2 km) , Sargé-sur-Braye (5,1 km) , Berfay (6,5 km) (72), Marolles-lès-Saint-Calais (6,8 km) (72), Choue (7,3 km)  et Conflans-sur-Anille (7,6 km) (72).
| Valennes Sarthe | Couëtron-au-Perche | Choue       |
|                 | Baillou            | Mondoubleau |
| Rahay Sarthe    | Sargé-sur-Braye    | Cormenon    |

### Paysages et relief
Dans le cadre de la Convention européenne du paysage, adoptée le 20 octobre 2000 et entrée en vigueur en France le 1er juillet 2006, un atlas des paysages de Loir-et-Cher a été élaboré en 2010 par le CAUE de Loir-et-Cher, en collaboration avec la DIREN Centre (devenue DREAL en 2011), partenaire financier. Les paysages du département s'organisent ainsi en huit grands ensembles et 25 unités de paysage,. La commune fait partie de l'unité de paysage de « la vallée de la Braye » sur son flanc ouest, en bordure de la Braye, et du « Perche Vendomois», au sein de l'ensemble de paysage du Perche.
Le Perche Gouët présente des successions de vallons et de collines, dégageant des vues alternativement intimes et ouvertes et offrant de riches paysages, contrastant avec les autres paysages du département, marqués par de grandes étendues des plateaux  et de larges vallées, et constituant ainsi une exception. Cette forme mouvementée des reliefs s'explique par la nature argileuse des sols dans lesquels les rivières et ruisseaux y ont facilement sculpté des vallons et vallées successives aux profils arrondis.
La vallée de la Braye, correspondant à la limite ouest du Perche dans le département, suit un axe nord-est/sud-ouest, parallèle à la vallée du Boulon dans le Perche Vendômois. Elle apparaît plutôt régulière, ne présentant pas de boucles et ne formant qu'une légère bifurcation lors de sa rencontre avec le Couëtron. Les coteaux souples s'arrondissent au sommet pour former de petites collines qui animent le paysage de la vallée. Le fond plat, large de 500 à 700 mètres en moyenne, met en évidence leur courbure élégante qui s'accompagne d'un bocage encore régulier, comme à La Courcelle (commune de Savigny-sur-Braye).
L'altitude du territoire communal varie de 88 mètres à 166 mètres,.

### Hydrographie

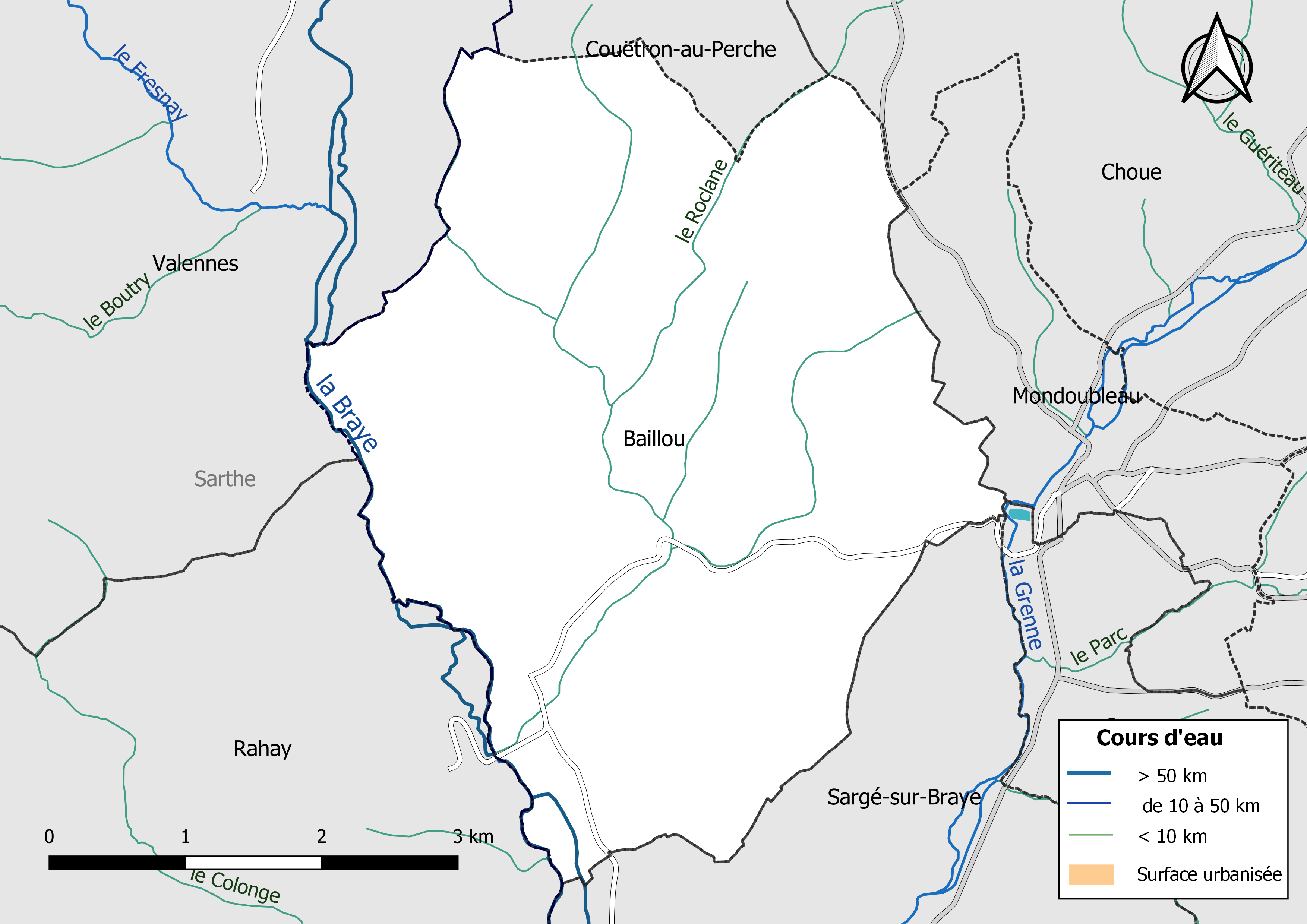
Réseau hydrographique de Baillou.

La commune est drainée par la Braye (3,208 km), le Roclane et par divers petits cours d'eau, constituant un réseau hydrographique de 20,82 km de longueur totale.
La Braye, d'une longueur totale de 75,1 km, prend sa source dans la commune de Ceton et se jette  dans le Loir à Vallée-de-Ronsard, après avoir traversé 24 communes. 
Sur le plan piscicole, ce cours d'eau est classé en deuxième catégorie, où le peuplement piscicole dominant est constitué de poissons blancs (cyprinidés) et de carnassiers (brochet, sandre et perche).

### Climat
Pour des articles plus généraux, voir Climat du Centre-Val de Loire et Climat de Loir-et-Cher.
En 2010, le climat de la commune est de type climat océanique dégradé des plaines du Centre et du Nord, selon une étude du CNRS s'appuyant sur une série de données couvrant la période 1971-2000. En 2020, Météo-France publie une typologie des climats de la France métropolitaine dans laquelle la commune est exposée à un climat océanique altéré et est dans la région climatique Moyenne vallée de la Loire, caractérisée par une bonne insolation (1 850 h/an) et un été peu pluvieux.
Pour la période 1971-2000, la température annuelle moyenne est de 11 °C, avec une amplitude thermique annuelle de 14,4 °C. Le cumul annuel moyen de précipitations est de 739 mm, avec 12,1 jours de précipitations en janvier et 7,2 jours en juillet. Pour la période 1991-2020, la température moyenne annuelle observée sur la station météorologique de Météo-France la plus proche, sur la commune de Choue à 7 km à vol d'oiseau, est de 11,9 °C et le cumul annuel moyen de précipitations est de 645,6 mm,. Pour l'avenir, les paramètres climatiques de la commune estimés pour 2050 selon différents scénarios d'émission de gaz à effet de serre sont consultables sur un site dédié publié par Météo-France en novembre 2022.

### Milieux naturels et biodiversité
Aucun espace naturel présentant un intérêt patrimonial n'est recensé sur la commune dans l'inventaire national du patrimoine naturel,,.

## Urbanisme

### Typologie
Au 1er janvier 2024, Baillou est catégorisée commune rurale à habitat très dispersé, selon la nouvelle grille communale de densité à sept niveaux définie par l'Insee en 2022.
Elle est située hors unité urbaine et hors attraction des villes,.

### Occupation des sols
L'occupation des sols est marquée par l'importance des espaces agricoles et naturels (100 %). La répartition détaillée ressortant de la base de données européenne d'occupation biophysique des sols Corine Land Cover millésimée 2012 est la suivante : 
terres arables (73,5 %), zones agricoles hétérogènes (1,7 %), 

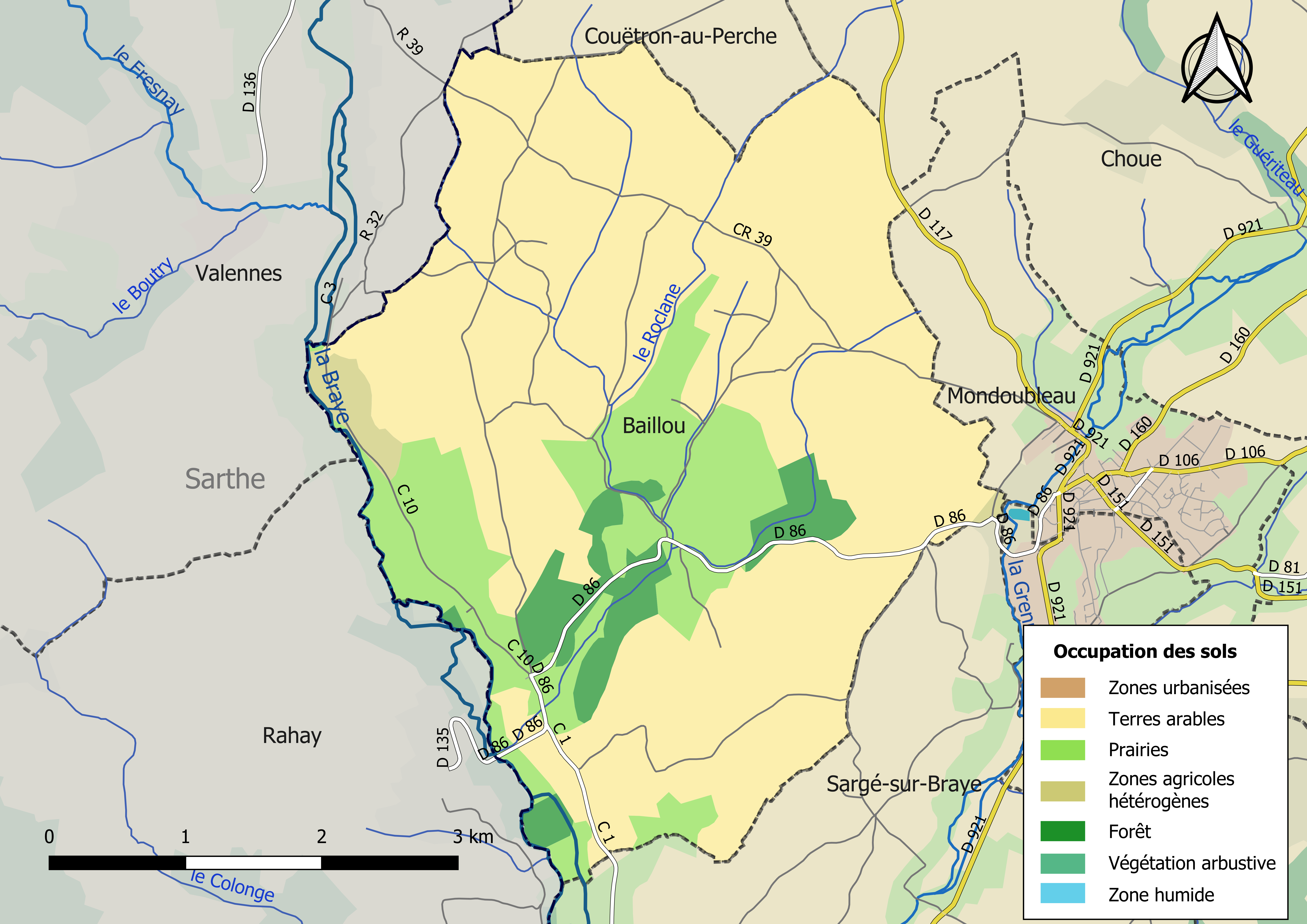
Carte des infrastructures et de l'occupation des sols de la commune en 2018 (CLC).

prairies (18,7 %), 
forêts (6,2 %).

### Planification
La loi SRU du 13 décembre 2000 a incité fortement les communes à se regrouper au sein d'un établissement public, pour déterminer les partis d'aménagement de l'espace au sein d'un SCoT, un document essentiel d'orientation stratégique des politiques publiques à une grande échelle. La commune est dans le territoire du  SCOT des Territoires du Grand Vendômois, approuvé en 2006 et dont la révision a été prescrite en 2017, pour tenir compte de l'élargissement de périmètre,.
En matière de planification, la commune disposait en 2017 d'une carte communale approuvée, un plan local d'urbanisme était en élaboration.

### Habitat et logement
Le tableau ci-dessous présente la typologie des logements à Baillou en 2016 en comparaison avec celle du Loir-et-Cher et de la France entière. Une caractéristique marquante du parc de logements est ainsi une proportion de résidences secondaires et logements occasionnels (20 %) supérieure à celle du département (18 %) et à celle de la France entière (9,6 %). Concernant le statut d'occupation de ces logements, 84,2 % des habitants de la commune sont propriétaires de leur logement (83,7 % en 2011), contre 68,1 % pour le Loir-et-Cher et 57,6 pour la France entière.
|                                                         | Baillou | Loir-et-Cher | France entière |
| ------------------------------------------------------- | ------- | ------------ | -------------- |
| Résidences principales (en %)                           | 70,6    | 74,5         | 82,3           |
| Résidences secondaires et logements occasionnels (en %) | 20,0    | 18           | 9,6            |
| Logements vacants (en %)                                | 9,4     | 7,5          | 8,1            |

### Risques majeurs
Le territoire communal de Baillou est vulnérable à différents aléas naturels : inondations (par débordement de la Braye ou par ruissellement), climatiques (hiver exceptionnel ou canicule), mouvements de terrains ou sismique (sismicité très faible). 
Il est également exposé à un risque technologique :  le transport de matières dangereuses,.

#### Risques naturels

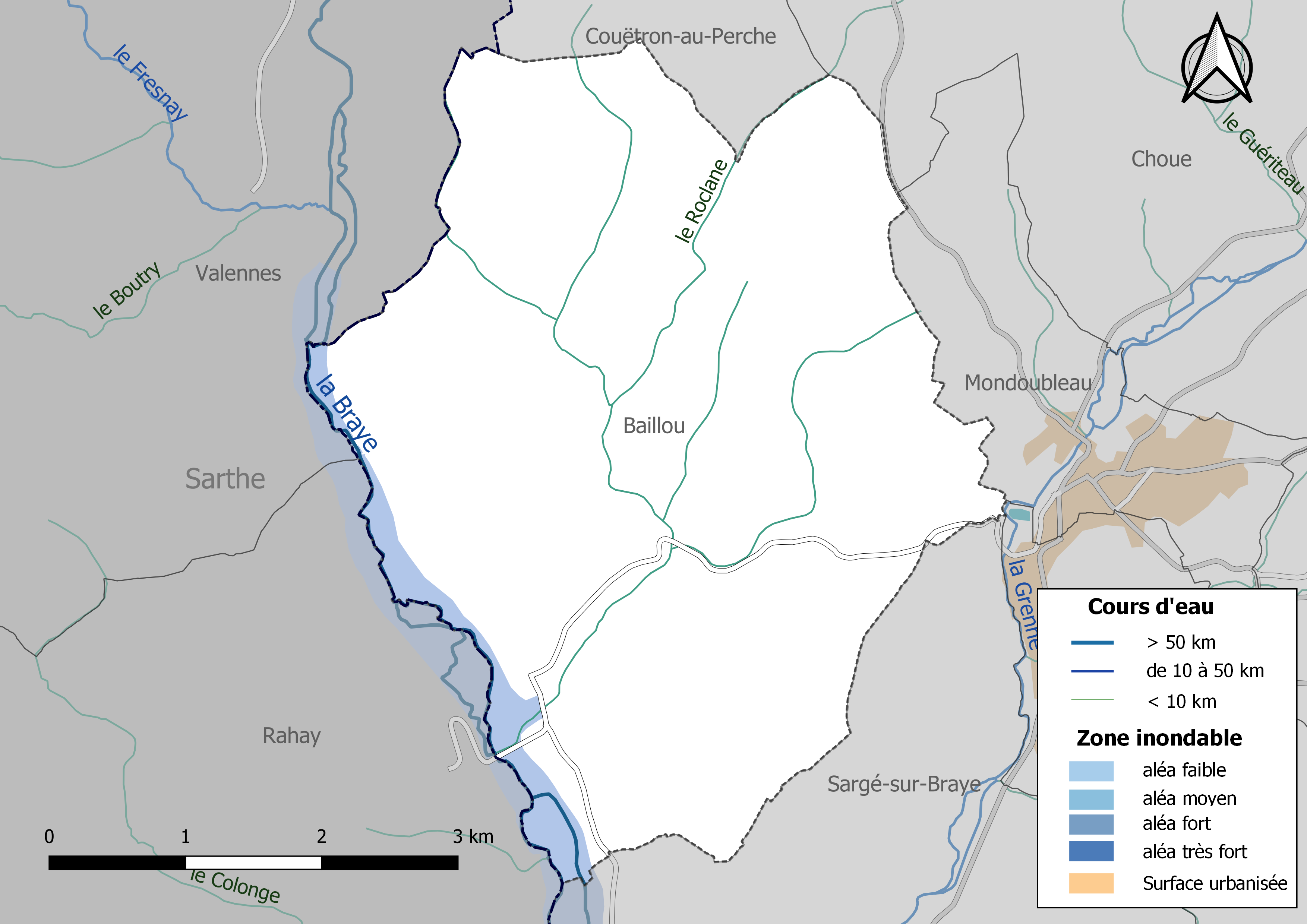
Zones inondables de la commune de Baillou.

Les mouvements de terrains susceptibles de se produire sur la commune sont soit des mouvements liés au retrait-gonflement des argiles, soit des glissements de terrains. Le phénomène de retrait-gonflement des argiles est la conséquence d'un changement d'humidité des sols argileux. Les argiles sont capables de fixer l'eau disponible mais aussi de la perdre en se rétractant en cas de sécheresse. Ce phénomène peut provoquer des dégâts très importants sur les constructions (fissures, déformations des ouvertures) pouvant rendre inhabitables certains locaux. La carte de zonage de cet aléa peut être consultée sur le site de l'observatoire national des risques naturels Georisques.
L'inventaire des crues historiques en France établi par Maurice Campion en 1864 ne mentionne pas la Braye. L'atlas des zones inondables de la Braye élaboré en mai 2007 s'est donc appuyé sur les relevés hydrométriques existants depuis la mise en place d'échelles de crues. Le débit de la crue de référence varie ainsi entre 140 et 320 m3/s selon les sections.

#### Risques technologiques
Le risque de transport de marchandises dangereuses sur la commune est lié à sa traversée par une canalisation de transport de gaz. Un accident se produisant sur une telle infrastructure est en effet susceptible d'avoir des effets graves au bâti ou aux personnes jusqu'à 350 m, selon la nature du matériau transporté. Des dispositions d'urbanisme peuvent être préconisées en conséquence.

## Toponymie
Selon Denis Jeanson, auteur d'un dictionnaire de toponymie de la région Centre-Val de Loire, Baillou viendrait Bas latin Baliavus, formé à partir du gentilice Balius et du suffixe avus. Le nom apparaît pour la première fois dans sa graphie actuelle au XVIIIe siècle, dans la carte de Cassini.

## Histoire

### Révolution française et Empire

#### Nouvelle organisation territoriale
Le décret de l'Assemblée nationale du 12 novembre 1789 décrète qu'« il y aura une municipalité dans chaque ville, bourg, paroisse ou communauté de campagne », mais ce n'est qu'avec le décret de la Convention nationale du 10 brumaire an II (31 octobre 1793) que la paroisse de Baillou devient formellement « commune de Baillou »,.
En 1790, dans le cadre de la création des départements, la municipalité est rattachée au canton de Mondoubleau et au district de Mondoubleau. Les cantons sont supprimés, en tant que découpage administratif, par une loi du 26 juin 1793, et ne conservent qu'un rôle électoral, permettant l'élection des électeurs du second degré chargés de désigner les députés,. La Constitution du 5 fructidor an III, appliquée à partir de vendémiaire an IV (1795) supprime les districts, considérés comme des rouages administratifs liés à la Terreur, mais maintient les cantons qui acquièrent dès lors plus d'importance en retrouvant une fonction administrative. Enfin, sous le Consulat, un redécoupage territorial visant à réduire le nombre de justices de paix ramène le nombre de cantons en Loir-et-Cher de 33 à 24. Baillou est alors rattachée au canton de Mondoubleau et à l'Arrondissement de Vendôme par arrêté du 5 vendémiaire an X (26 septembre 1801),,. Cette organisation va rester inchangée pendant près de 150 ans.

## Politique et administration

### Découpage territorial
La commune de Baillou est membre de la communauté de communes des Collines du Perche, un établissement public de coopération intercommunale (EPCI) à fiscalité propre créé le 1er janvier 1994.
Elle est rattachée sur le plan administratif à l'arrondissement de Vendôme, au département de Loir-et-Cher et à la région Centre-Val de Loire, en tant que circonscriptions administratives. Sur le plan électoral, elle est rattachée au canton du Perche depuis 2015 pour l'élection des conseillers départementaux et à la Troisième circonscription de Loir-et-Cher pour les élections législatives.

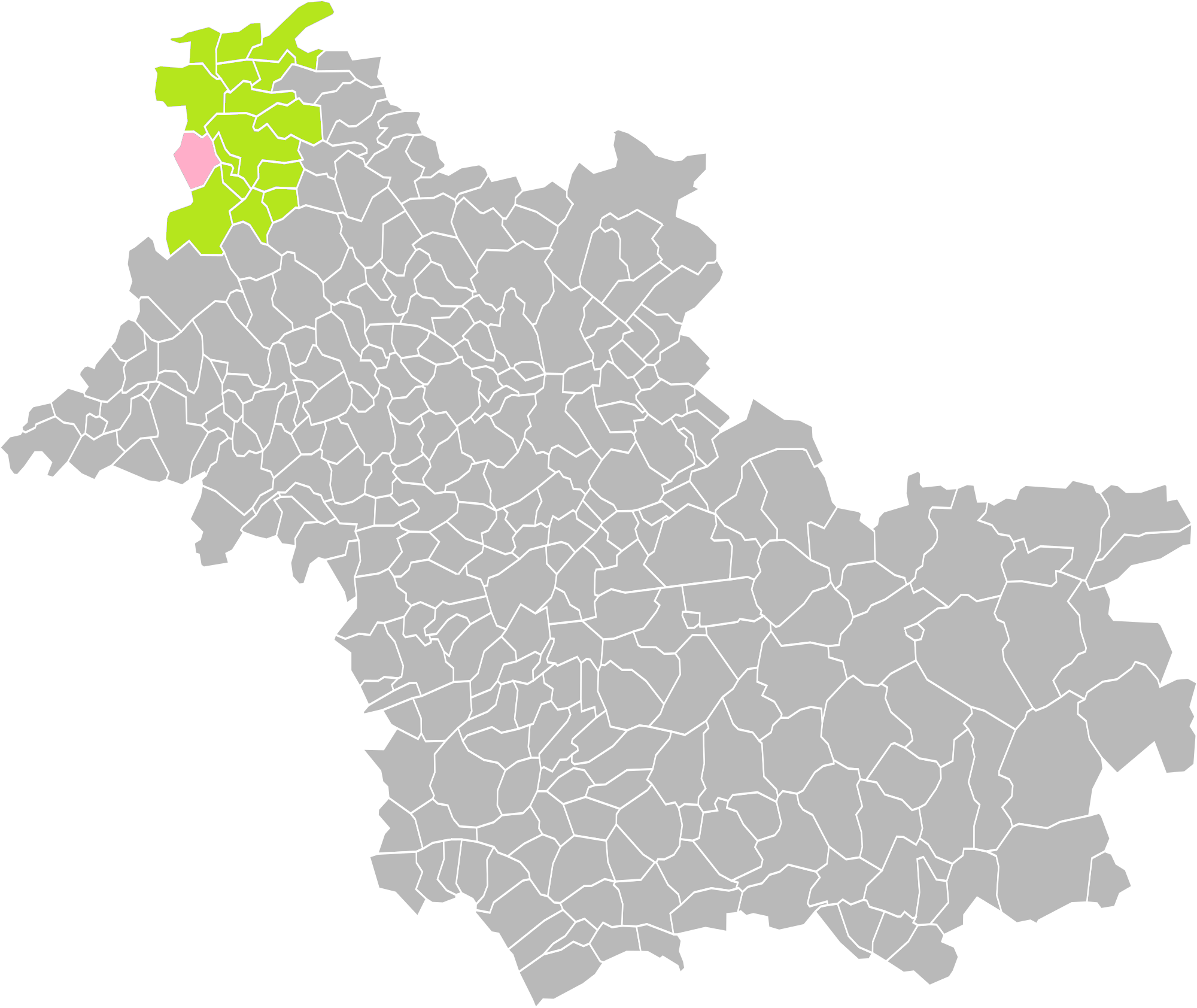
Baillou dans l'intercommunalité en 2016.
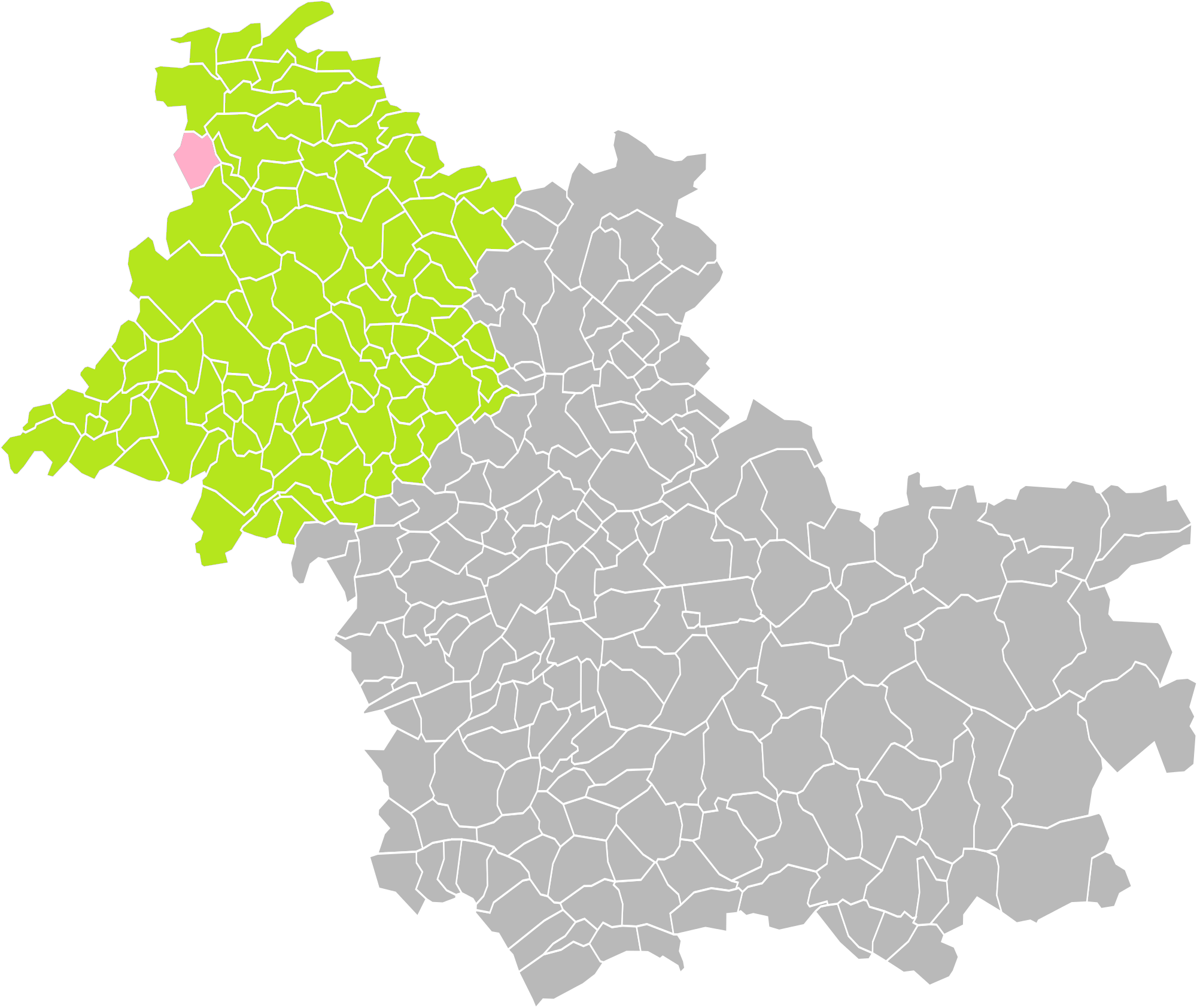
Baillou dans l'arrondissement de rattachement en 2016.
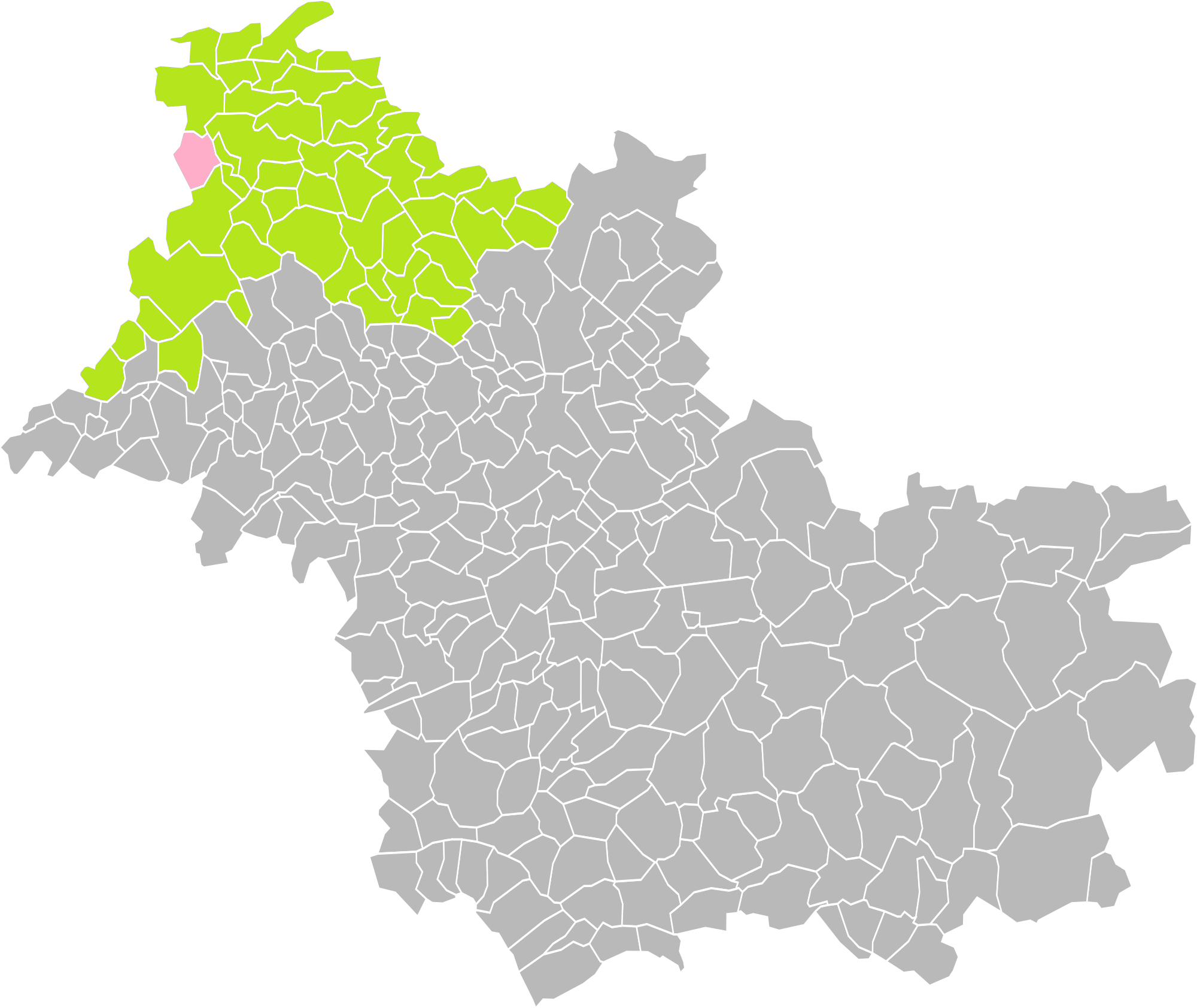
Baillou dans le canton de rattachement en 2016.

### Politique et administration municipale

#### Conseil municipal et maire
Le conseil municipal de Baillou, commune de moins de 1 000 habitants, est élu au scrutin majoritaire plurinominal avec liste ouvertes et panachage. Le maire, à la fois agent de l'État et exécutif de la commune en tant que collectivité territoriale, est élu par le conseil municipal au scrutin secret lors de la première réunion du conseil suivant les élections municipales, pour un mandat de six ans, c'est-à-dire pour la durée du mandat du conseil.

## Équipements et services

### Eau et assainissement
L'organisation de la distribution de l'eau potable, de la collecte et du traitement des eaux usées et pluviales relève des communes. La compétence eau et assainissement des communes est un service public industriel et commercial (SPIC).

#### Alimentation en eau potable
Le service d'eau potable comporte trois grandes étapes : le captage, la potabilisation et la distribution d'une eau potable conforme aux normes de qualité fixées pour protéger la santé humaine. En 2019, la commune assure elle-même le service en régie.

#### Assainissement des eaux usées
En 2019, la commune de Baillou gère le service d'assainissement collectif en régie directe, c'est-à-dire avec ses propres personnels, avec le statut de régie à autonomie financière.
Une station de traitement des eaux usées est en service au 1er janvier 2019 sur le territoire communal : 
« Près de la rivière La Braye », un équipement utilisant la technique des filtres plantés, dont la capacité est de 75 EH , mis en service le 1er juin 2006.

### Sécurité, justice et secours
La sécurité de la commune est assurée par la brigade de gendarmerie nationale de Mondoubleau qui dépend du groupement de gendarmerie départementale de Loir-et-Cher installé à Blois
En matière de justice, Baillou relève du conseil de prud'hommes de Blois, de la Cour d'appel d'Orléans (juridiction de Blois), de la Cour d'assises de Loir-et-Cher, du tribunal administratif de Blois, du tribunal de commerce de Blois et du tribunal judiciaire de Blois.

## Population et société

### Démographie

#### Évolution démographique
L'évolution du nombre d'habitants est connue à travers les recensements de la population effectués dans la commune depuis 1793. Pour les communes de moins de 10 000 habitants, une enquête de recensement portant sur toute la population est réalisée tous les cinq ans, les populations de référence des années intermédiaires étant quant à elles estimées par interpolation ou extrapolation. Pour la commune, le premier recensement exhaustif entrant dans le cadre du nouveau dispositif a été réalisé en 2008.

En 2022, la commune comptait 205 habitants, en évolution de −14,23 % par rapport à 2016 (Loir-et-Cher : −1,15 %, France hors Mayotte : +2,11 %).
| 1793 | 1800 | 1806 | 1821 | 1831 | 1836 | 1841 | 1846 | 1851 |
| ---- | ---- | ---- | ---- | ---- | ---- | ---- | ---- | ---- |
| 626  | 609  | 720  | 628  | 645  | 633  | 670  | 640  | 675  |

| 1856 | 1861 | 1866 | 1872 | 1876 | 1881 | 1886 | 1891 | 1896 |
| ---- | ---- | ---- | ---- | ---- | ---- | ---- | ---- | ---- |
| 649  | 637  | 582  | 604  | 605  | 571  | 581  | 578  | 568  |

| 1901 | 1906 | 1911 | 1921 | 1926 | 1931 | 1936 | 1946 | 1954 |
| ---- | ---- | ---- | ---- | ---- | ---- | ---- | ---- | ---- |
| 548  | 562  | 571  | 529  | 485  | 508  | 501  | 521  | 450  |

| 1962 | 1968 | 1975 | 1982 | 1990 | 1999 | 2006 | 2008 | 2013 |
| ---- | ---- | ---- | ---- | ---- | ---- | ---- | ---- | ---- |
| 410  | 354  | 276  | 250  | 230  | 229  | 244  | 248  | 251  |

| 2018 | 2022 | - | - | - | - | - | - | - |
| ---- | ---- | - | - | - | - | - | - | - |
| 213  | 205  | - | - | - | - | - | - | - |

#### Pyramide des âges
En 2018, le taux de personnes d'un âge inférieur à 30 ans s'élève à 21,6 %, soit en dessous de la moyenne départementale (31,3 %). À l'inverse, le taux de personnes d'âge supérieur à 60 ans est de 32,0 % la même année, alors qu'il est de 31,6 % au niveau départemental.
En 2018, la commune comptait 106 hommes pour 107 femmes, soit un taux de 50,23 % de femmes, légèrement inférieur au taux départemental (51,45 %).
Les pyramides des âges de la commune et du département s'établissent comme suit.
| Hommes | Classe d’âge | Femmes |
| ------ | ------------ | ------ |
| 1,9    | 90 ou +      | 0,9    |
| 6,6    | 75-89 ans    | 10,3   |
| 18,9   | 60-74 ans    | 25,2   |
| 33,0   | 45-59 ans    | 32,7   |
| 15,1   | 30-44 ans    | 12,1   |
| 12,3   | 15-29 ans    | 4,7    |
| 12,3   | 0-14 ans     | 14,0   |

| Hommes | Classe d’âge | Femmes |
| ------ | ------------ | ------ |
| 1,1    | 90 ou +      | 2,6    |
| 9,2    | 75-89 ans    | 11,9   |
| 19,7   | 60-74 ans    | 20,4   |
| 20,7   | 45-59 ans    | 20     |
| 16,5   | 30-44 ans    | 16,2   |
| 15,2   | 15-29 ans    | 13,2   |
| 17,6   | 0-14 ans     | 15,7   |

## Économie

### Secteurs d'activité
Le tableau ci-dessous détaille le nombre d'entreprises implantées à Baillou selon leur secteur d'activité et le nombre de leurs salariés :
|                                                              | total | % com (% dep) | 0 salarié | 1 à 9 salarié(s) | 10 à 19 salariés | 20 à 49 salariés | 50 salariés ou plus |
| ------------------------------------------------------------ | ----- | ------------- | --------- | ---------------- | ---------------- | ---------------- | ------------------- |
| Ensemble                                                     | 27    | 100,0 (100)   | 18        | 9                | 0                | 0                | 0                   |
| Agriculture, sylviculture et pêche                           | 11    | 40,7 (11,8)   | 6         | 5                | 0                | 0                | 0                   |
| Industrie                                                    | 1     | 3,7 (6,5)     | 1         | 0                | 0                | 0                | 0                   |
| Construction                                                 | 3     | 11,1 (10,3)   | 3         | 0                | 0                | 0                | 0                   |
| Commerce, transports, services divers                        | 9     | 33,3 (57,9)   | 7         | 2                | 0                | 0                | 0                   |
| dont commerce et réparation automobile                       | 1     | 3,7 (17,5)    | 1         | 0                | 0                | 0                | 0                   |
| Administration publique, enseignement, santé, action sociale | 3     | 11,1 (13,5)   | 1         | 2                | 0                | 0                | 0                   |
| Champ : ensemble des activités.                              |       |               |           |                  |                  |                  |                     |

Le secteur agricole est important puisqu'il représente 40,7 % du nombre d'entreprises de la commune (11 sur 
Sur les 27 entreprises implantées à Baillou en 2016, 18 ne font appel à aucun salarié et 9 comptent 1 à 9 salariés.
Au 1er juillet 2017, la commune est classée en zone de revitalisation rurale (ZRR), un dispositif visant à aider le développement des territoires ruraux principalement à travers des mesures fiscales et sociales. Des mesures spécifiques en faveur du développement économique s'y appliquent également

### Agriculture
En 2010, l'orientation technico-économique de l'agriculture sur la commune est la polyculture et le polyélevage. Le département a perdu près d'un quart de ses exploitations en 10 ans, entre 2000 et 2010 (c'est le département de la région Centre-Val de Loire qui en compte le moins). Cette tendance se retrouve également au niveau de la commune où le nombre d'exploitations est passé de 22 en 1988 à 17 en 2000 puis à 9 en 2010. Parallèlement, la taille de ces exploitations augmente, passant de 29 ha en 1988 à 42 ha en 2010. 
Le tableau ci-dessous présente les principales caractéristiques des exploitations agricoles de Baillou, observées sur une période de 22 ans : 
|                                      | 1988                 | 2000                 | 2010                 |
| Dimension économique                 | Dimension économique | Dimension économique | Dimension économique |
| ------------------------------------ | -------------------- | -------------------- | -------------------- |
| Nombre d'exploitations (u)           | 22                   | 17                   | 9                    |
| Travail (UTA)                        | 39                   | 27                   | 23                   |
| Surface agricole utilisée (ha)       | 628                  | 443                  | 375                  |
| Cultures                             |                      |                      |                      |
| Terres labourables (ha)              | 497                  | 276                  | 262                  |
| Céréales (ha)                        | 134                  | 86                   | 126                  |
| dont blé tendre (ha)                 | s                    | s                    | 45                   |
| dont maïs-grain et maïs-semence (ha) | 52                   | 13                   | 29                   |
| Tournesol (ha)                       | s                    |                      |                      |
| Colza et navette (ha)                | 0                    |                      |                      |
| Élevage                              |                      |                      |                      |
| Cheptel (UGBTA)                      | 536                  | 394                  | 101                  |

.

#### Produits labellisés

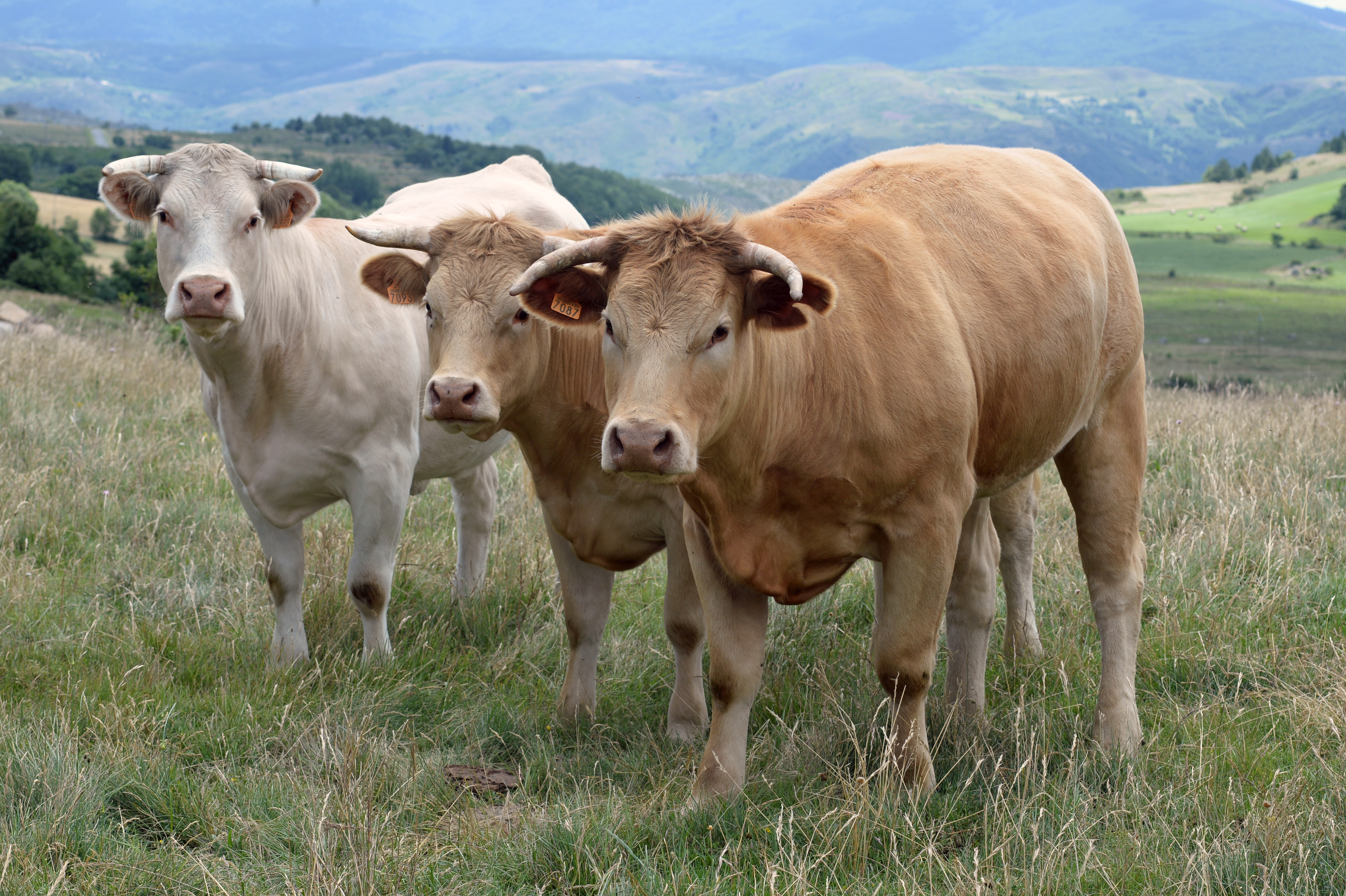
Bœuf du Maine.

Le territoire de la commune est intégré aux aires de productions de divers produits bénéficiant d'une indication géographique protégée (IGP) : le bœuf du Maine, les porcs de la Sarthe, le vin Val-de-loire, les volailles de Loué, les volailles de l’Orléanais, les volailles du Maine et les œufs de Loué,.

## Culture locale et patrimoine

### Lieux et monuments

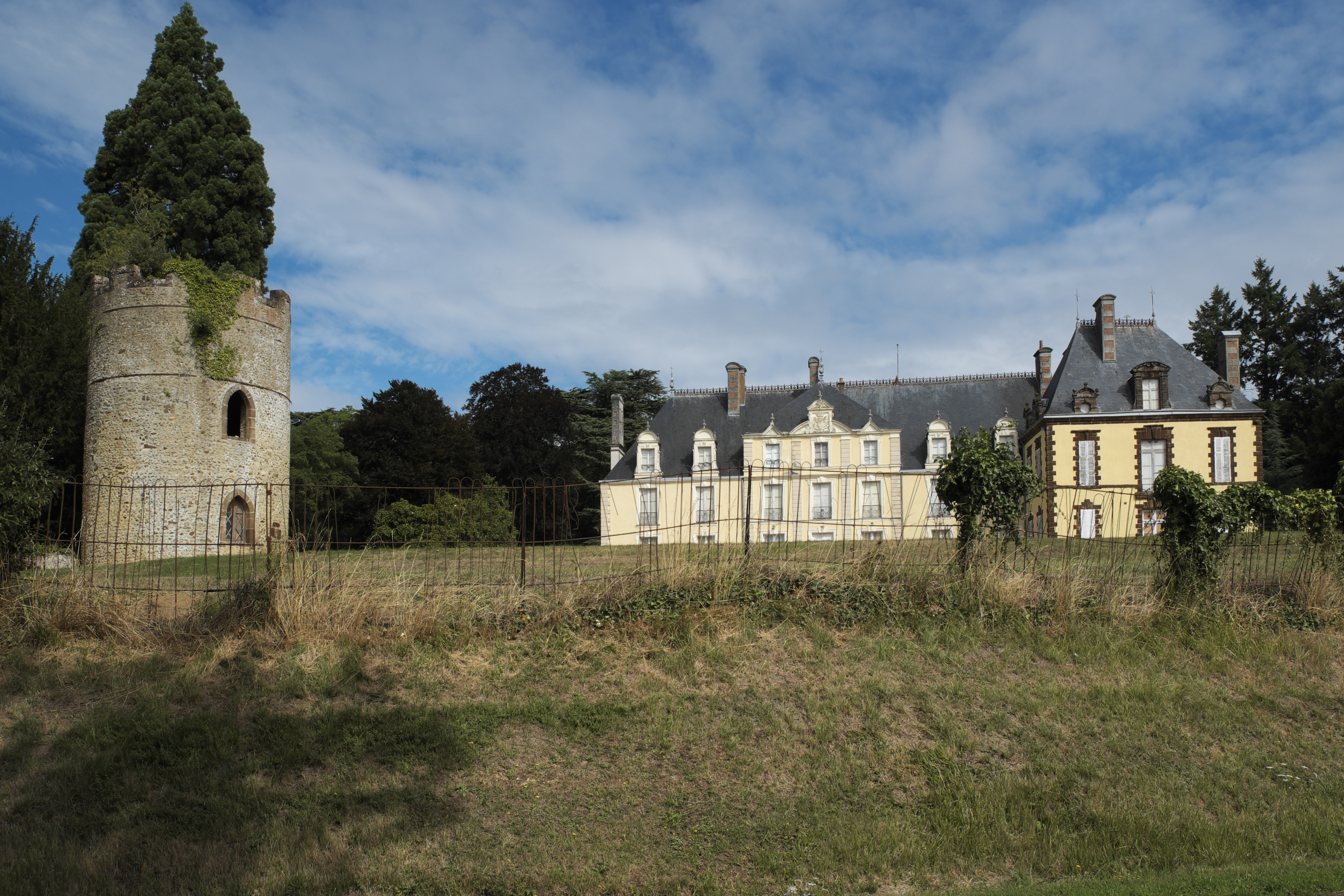
Château de Baillou.

- Église Saint-Jean-Baptiste de Baillou, inscrite au titre des monuments historiques[88], qui abrite des objets classés au titre des monuments historiques : des vitraux du XVIe siècle représentant saint Maclou, saint Roch, la mort de la Vierge et l'Annonciation[89], un retable en pierre polychrome de 1618 présentant en haut-relief la mort de la Vierge[90], quatre volets de retable en bois de 1618, décorés à la peinture à l'huile sur une face de quatre scènes de la vie de la Vierge (l'Annonciation, la Visitation, la Nativité, l'Assomption) et sur l'autre face des quatre évangélistes, en grisaille[91], une cloche en bronze de 1757[92], une huile sur toile du XVIIe siècle de Juan Correa F., Saint François Borgia renonçant à l'Épiscopat[93], et un calice et sa patène en argent doré, réalisés par Jean-Charles Duchêne en 1781[94].
- Château de Baillou[95], et notamment une partie Renaissance et un pavillon Louis XIII[96].

### Héraldique
|  | Les armoiries de Baillou se blasonnent ainsi : D'or aux deux fasces de gueules accompagnées de trois hures de sanglier de sable, allumées, défendues et arrachées aussi de gueules, rangées en pal. Création J.J Silly (1991). |

### Personnalités liées à la commune
- Guillaume de Baillou (1538-1616), médecin.
- Malek Jân Ne'mati (1906-1993), poétesse mystique originaire du Kurdistan iranien est enterrée à Baillou dans un imposant mausolée.